# Gran Premio motociclistico del Belgio 1964
Il Gran Premio motociclistico del Belgio fu il sesto appuntamento del motomondiale 1964.
Si svolse il 5 luglio 1964 sul circuito di Spa-Francorchamps, e corsero le classi 50, 250, 500 e sidecar.
Prima gara della giornata quella della 50, vinta da Ralph Bryans in volata su Hans-Georg Anscheidt e Hugh Anderson.
Seguì la 250 con la vittoria a sorpresa di Mike Duff, primo canadese a vincere un GP. La vittoria di Duff fu così inaspettata che al momento della premiazione, non essendo disponibile una bandiera canadese, fu issata la Union Jack britannica.
Usuale vittoria per Mike Hailwood in 500, che non riuscì a doppiare Phil Read, Paddy Driver e Jack Ahearn per appena 50 metri.
Nei sidecar, dopo un'iniziale sfuriata di Florian Camathias con il suo "tre ruote" motorizzato Gilera, la vittoria andò a Max Deubel.

## Classe 500
23 piloti alla partenza.

### Arrivati al traguardo
| Pos. | Pilota           | Moto      | Tempo        | Punti |
| ---- | ---------------- | --------- | ------------ | ----- |
| 1    | Mike Hailwood    | MV Agusta | 1h 04' 23" 5 | 8     |
| 2    | Phil Read        | Matchless | +4' 30" 3    | 6     |
| 3    | Paddy Driver     | Matchless | +4' 34" 1    | 4     |
| 4    | Jack Ahearn      | Norton    | +4' 41" 7    | 3     |
| 5    | Jack Findlay     | Matchless | +1 giro      | 2     |
| 6    | Derek Woodman    | Matchless | +1 giro      | 1     |
| 7    | Fred Stevens     | Matchless |              |       |
| 8    | Vernon Cottle    | Norton    |              |       |
| 9    | Dan Shorey       | Norton    |              |       |
| 10   | Roy Robinson     | Norton    |              |       |
| 11   | Raymond Bogaerdt | Norton    |              |       |
| 12   | Aart van Kooy    | Norton    |              |       |
| 13   | Ian Burne        | Norton    |              |       |

### Ritirati
| Pilota                | Moto      | Motivo ritiro            |
| --------------------- | --------- | ------------------------ |
| Gyula Marsovszky      | Matchless |                          |
| Allen-Roger C. Hunter | Matchless |                          |
| Mike Duff             | AJS       |                          |
| Heiner Butz           | Norton    |                          |
| Lewis Young           | Matchless |                          |
| Benedicto Caldarella  | Gilera    | cedimento della macchina |
| Walter Scheimann      | Norton    |                          |
| John Somers           | Norton    |                          |
| Morrie Low            | Norton    |                          |
| Dennis Fry            | Norton    |                          |

## Classe 250

### Arrivati al traguardo
| Pos | Pilota            | Moto    | Tempo     | Punti |
| --- | ----------------- | ------- | --------- | ----- |
| 1   | Mike Duff         | Yamaha  | 39' 57" 3 | 8     |
| 2   | Jim Redman        | Honda   | +36"      | 6     |
| 3   | Alan Shepherd     | MZ      | +49"      | 4     |
| 4   | Tommy Robb        | Yamaha  | +2' 14" 3 | 3     |
| 5   | Tarquinio Provini | Benelli | +2' 23" 6 | 2     |
| 6   | Isamu Kasuya      | Honda   | +2' 23" 8 | 1     |

## Classe 50
10 piloti alla partenza.

### Arrivati al traguardo
| Pos. | Pilota               | Moto     | Tempo     | Punti |
| ---- | -------------------- | -------- | --------- | ----- |
| 1    | Ralph Bryans         | Honda    | 28' 39" 6 | 8     |
| 2    | Hans-Georg Anscheidt | Kreidler | +0" 3     | 6     |
| 3    | Hugh Anderson        | Suzuki   | +0" 5     | 4     |
| 4    | Mitsuo Itoh          | Suzuki   | +3" 2     | 3     |
| 5    | Isao Morishita       | Suzuki   | +54" 2    | 2     |
| 6    | Rudolf Kunz          | Kreidler |           | 1     |

## Classe sidecar

### Arrivati al traguardo
| Pos | Pilota             | Passeggero       | Moto | Tempo     | Punti |
| --- | ------------------ | ---------------- | ---- | --------- | ----- |
| 1   | Max Deubel         | Emil Hörner      | BMW  | 39' 30" 9 | 8     |
| 2   | Fritz Scheidegger  | John Robinson    | BMW  | +23" 3    | 6     |
| 3   | Georg Auerbacher   | Beno Heim        | BMW  | +1' 30" 6 | 4     |
| 4   | Peter 'Pip' Harris | Ray Campbell     | BMW  | +1' 53" 3 | 3     |
| 5   | Otto Kölle         | Heinz Marquardt  | BMW  | +2' 06" 2 | 2     |
| 6   | Arsenius Butscher  | Wolfgang Kalauch | BMW  |           | 1     |

## Fonti e bibliografia
- Corriere dello Sport, 6 luglio 1964, pag. 2.
- Risultati della 500 su autosport.com, su autosport.com.